# 新潟日報
新潟日報（にいがたにっぽう）は、新潟日報社が編集・発行する新潟県の地方新聞である。
1942年の新聞統制によって、新潟日日新聞・新潟県中央新聞・上越新聞を統合し創刊された。
1949年から使用されている題字は新潟市出身の歌人で書家の会津八一の揮毫による。
発行部数は朝刊が377,562部、夕刊は2016年にOtona+に刷新後、2024年2月末で休刊。

## 沿革

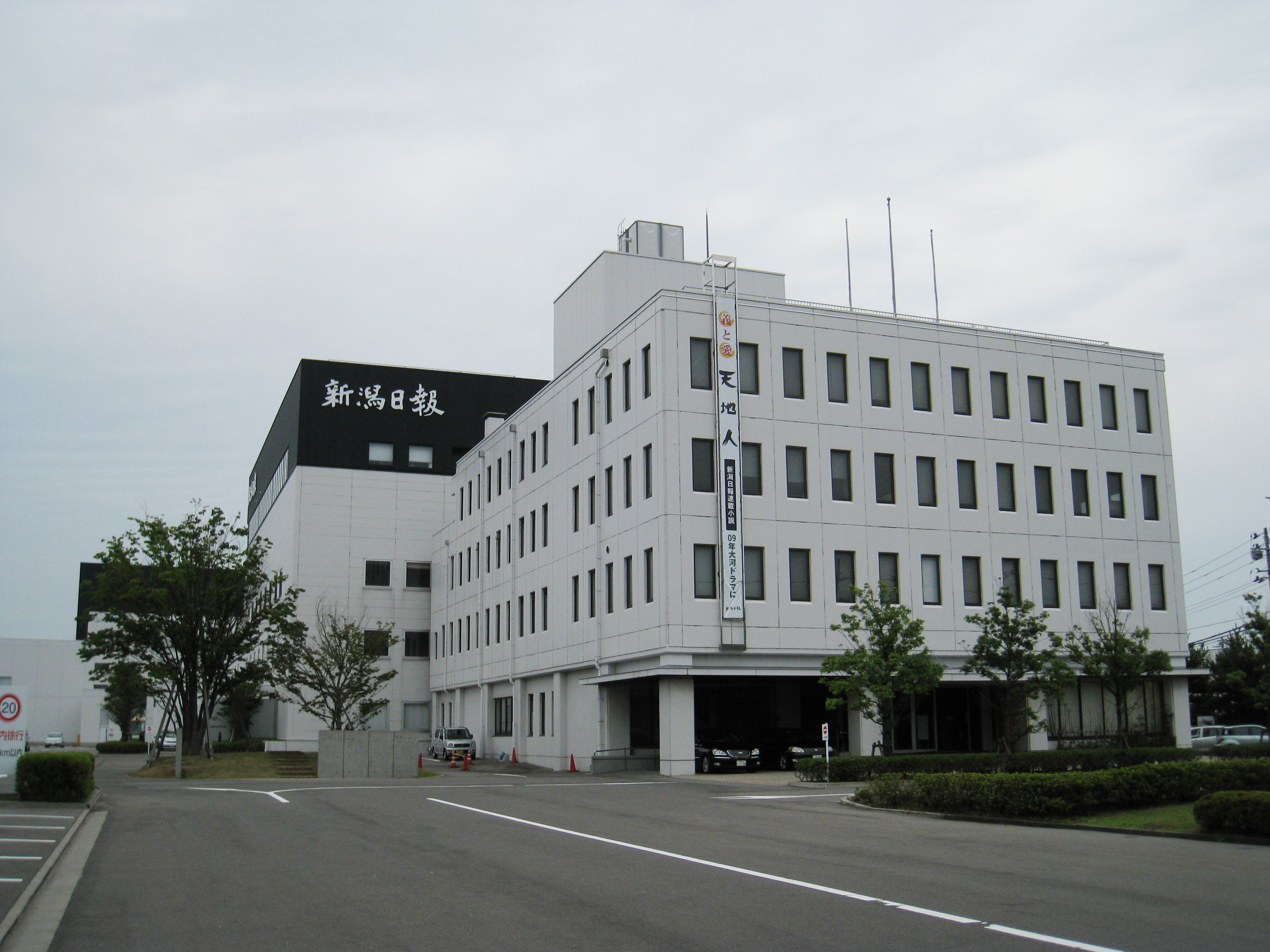
新潟日報社 黒埼本社社屋、1982年から2013年まで本社が置かれていた。

- 1877年 大倉市十郎・鈴木長蔵らが新潟新聞を創刊。
- 1881年 長岡町で越佐毎日新聞が創刊、1889年に越佐新聞と改称。
- 1883年 高田町で高田新聞が創刊。
- 1887年 新潟新聞を退社した鈴木が有明新聞を創刊、翌1888年に東北日報と改称。
- 1900年 柏崎新聞が創刊、 1906年に柏崎日報と改称。
- 1907年 上越日報創刊、翌1908年に高田日報と改称。
- 1910年 新潟毎日新聞創刊。
- 1914年 新潟新聞が新潟東北日報（東北日報の後身）を吸収合併。
- 1907年 越佐新聞と長岡日報が合併、北越新報となる。
- 1916年 社内対立から坂口仁一郎が退社し、題号を日刊新潟→新潟日報に改称。
- 1917年 坂口と北越新報の合弁によって新潟新報発刊、8月に新潟新聞に復す。
- 1940年 上越・中越地域で新聞統合。
  - 中越：北越新報・越佐新報・柏崎日報→新潟県中央新聞
  - 上越：高田新聞・高田日報→上越新聞
- 1941年 下越地域の新潟・新潟毎日の両紙が合併、新潟日日新聞に。
- 1942年 新潟日日・新潟県中央・上越の3紙が合併し、新潟日報が誕生（初代の代表取締役社長は小柳調平）。
- 1955年 新潟大火のため臨時に長岡支社で発行。
- 1964年 新潟地震による報道活動により日本新聞協会賞を受賞。
- 1970年 通年企画「あすの日本海」が菊池寛賞を受賞。
- 1982年 本社を新潟市東中通（現在の中央区）から西蒲原郡黒埼町善久（現在の新潟市西区、黒埼本社所在地）に移転。
- 1989年 通年企画「東京都湯沢町」が日本新聞協会賞を受賞。
- 2001年 新潟放送などと共同で「メディアステーションbanana」を開設。
- 2004年 キャンペーン企画「拉致・北朝鮮」が日本新聞協会賞を受賞。
- 2008年 通年企画「揺らぐ安全神話 柏崎刈羽原発」が日本新聞協会賞と日本ジャーナリスト会議のJCJ賞を受賞。
- 2010年3月8日 2012年春より新潟県内配達の毎日新聞の受託印刷で合意。
- 2013年 新潟市中央区万代の新社屋「新潟日報メディアシップ」が竣工。本社登記を同地へ移転し、旧本社屋を黒埼本社に改称。
- 2015年 「新潟日報報道部長ツイッター中傷投稿事件」が発覚。
- 2016年 11月1日付より、夕刊を大幅リニューアルし、タブロイド判12ページ（土曜のみ16ページ）で大人のための新聞をコンセプトとした「Otona+」として発行する[4]。
- 2024年2月5日 朝刊の社告[3]で「おとなプラス (Otona+)」を同月29日付（朝刊同時配達は3月1日付）で休刊し、月極め購読料を朝刊統合版4,000円（従前は朝刊のみ3,400円、朝刊とおとなプラスのセットは4,300円、おとなプラス単体[5]は1,200円）に改定すると発表[6]。

## 誌面の構成
総合・国際面は共同通信社提供が中心、県外記事は大手紙・中日新聞（東京新聞）や北海道新聞（北海道）・河北新報（宮城）・神戸新聞（兵庫）・中国新聞（広島）・西日本新聞（福岡）との連携が強い。
地域面は、かつては各地域ごとに差し替えられていたが、2010年3月30日より全地域一括掲載となった。2023年現在、火曜日から土曜日に「新潟」、「佐渡」、「下越」、「県央」、「長岡」（見附・小千谷含む）、「柏崎」（出雲崎・刈羽含む）、「魚沼」（魚沼・南魚沼・十日町・湯沢・津南）、「上越」の8面で構成される。
また、スポーツ面はアルビレックス新潟や新潟アルビレックスBBなど、新潟のチームの試合の翌発行日朝刊に、他会場の結果よりスペースが取られて試合結果が掲載されることが多い。さらに柏崎刈羽原発問題について通年企画を組んでいる。

### 読者投稿欄
毎日、「窓」と題した投稿欄に読者の投稿記事を掲載しており、その中に若者対象の投稿欄を「キラキラきらり」として日に一名分設けている。これには県外読者からの投稿もある。読者の投稿に対し返答がきた場合、「お答えします」の欄で答えとして掲載される。類似投稿欄として「私も一言」、長文の投稿を掲載する「私の視点」もある。
週一回の読者文芸欄は、短歌・俳句・詩・川柳の他に全国でも唯一と思われるコントの投稿欄がある（選者は宮原昭夫）。ただし、お笑いのコントではなく本来のフランス語の原義であるショートショートの意味のコントである。

### 夕刊の大刷新
新潟日報は現行の夕刊を2016年11月1日から大幅に刷新し、「新潟で暮らす大人の可能性を広げ、大人を楽しみ、大人のあしたを考える」ことを最大のテーマとして、「Otona＋」（おとなプラス）と題したタブロイド判の夕刊紙として新装刊させた。
「Otona+」では、都市部で発行する夕刊専売新聞と同じ要領で、紙面はタブロイドサイズとし、カラー写真などに適した白身の強い「高白紙」を採用。なるべく朝刊配達地域でも古くなりにくいテーマを紙面に掲載させ、大人の知的好奇心あふれるテーマを連日カラーで特集するコーナーを含め、「速報性のあるものはコンパクトに、じっくりと読んでもらいたいテーマにはワイド編集で」という紙面体裁を目指す。
夕刊の大刷新に際しては、読者の意見を2016年5月にアンケートとして取りまとめ、約12,000人から回答が集まり、さらに読者のモニターリングにより同6月に試験版を発行、それを購読したモニターを対象にした「カンカンガクガク会議」と称した座談会で「コンパクトで手に取りやすい紙面だ」という意見があり、概ね好評だったという。
月極め定期購読は、朝刊本紙とのセットのほか、「Otona＋」単独での申し込みも可能であった。当日（夕刊）配達区域は、新潟市・新発田市・五泉市・阿賀野市・三条市・加茂市・燕市・見附市・長岡市のみ（ただし一部に翌日配達エリアあり）で、その他の地域は翌日の朝刊と同時配達となっていた。当日配達区域と翌日配達区域の紙面は、同内容であってもそれぞれの配達日当日の朝刊に合わせた日付や紙齢（発行号数）で印刷し、発行していた。

### Otona+の休刊
上記の通り、2024年2月5日発表のリリースで「おとなプラス」を同年2月29日（朝刊配達地域は3月1日）をもって事実上廃刊とし、そのエッセンスを本紙朝刊や、インターネットの「デジタルプラス」に引き継ぎ、朝刊購読者に対しては2024年4月から、ニュースサイトの有料記事と電子版紙面ビュアーを無料で利用できるようにする。
「おとなプラス」を含む夕刊の完全休止については「混迷する国際情勢により、インク代や新聞の用紙代など、新聞製作にかかわる原材料費の高騰があり、戸別配達を担っている新聞販売店「NIC」も人材不足や経費の増加により厳しい環境にあり、これまで経費削減に努めてきたが、安定した新聞発行や宅配の維持のためには購読料の改正が必要と判断した」としている。

### 4コママンガ
- 『トマトさん』（にしみやおさむ）：1990年ごろ〜2000年6月
- 『あんずちゃん』（田中しょう）2000年6月〜2007年7月31日
- 『ちびまる子ちゃん』（さくらももこ）2007年8月1日〜2011年12月31日
  - 中日新聞など他の連載紙より1か月遅れの連載開始となったが、連載初日は他紙が7月1日に掲載した初回分を掲載し8月2日から同時掲載となった。
- 『カリンさん』（しもんまさゆき）2012年1月1日〜2024年2月29日
- 『ねえ、ぴよちゃん』（青沼貴子）2024年3月1日〜
  - 2024年2月29日までは「おとなプラス」で掲載。

※いずれも朝刊

## 番組表

### 最終面
- フルサイズ
  - NHK総合･新潟、NHKEテレ新潟、BSN、NST、TeNY、新潟テレビ21
- ハーフサイズ
  - 衛星放送
    - NHK BS、NHK BSプレミアム4K、WOWOWプライム
- ミニサイズ
  - 衛星放送
    - BS日テレ、BS朝日、BS-TBS、BSテレ東、BSフジ、BS11イレブン、BS12トゥエルビ

### 中面
- ハーフサイズ
  - BSNラジオ、NHK第1、NHK第2、NHK-FM、FM新潟
- ミニサイズ
  - ラジオNIKKEI、WOWOW（ライブ、シネマ）、BS10 テン、BS10スターチャンネル、J SPORTS（1、2、3、4）、放送大学テレビ、グリーンチャンネル、BSアニマックス、BS釣りビジョン、日本映画専門チャンネル、ディズニー・チャンネル、BS松竹東急、BSよしもと、時代劇専門チャンネル、NHK BS8K、放送大学BSラジオ
    - 以前は、テレビ東京、FOXbs238、IMAGICA BS、D lifeも掲載されていたが、打ち切りとなった。
- 極小サイズ
  - TBSラジオ（18時以降）、文化放送（18時以降）、ニッポン放送（18時以降）、NHK Eテレサブチャンネル

### 中面（コミュニティFM、CATV）
※上記とは別の中面に掲載
- コミュニティFM
  - エフエムしばた、FM KENTO、エフエムにいつ、ぽかぽかラジオ、ラヂオ は～と、FMながおか、FMピッカラ、ＦＭとおかまち、エフエム魚沼、FMゆきぐに、FMじょうえつ、FMみょうこう
- CATV
  - NCV、NCT、JCV、サドテレビ

### FMウィークリー
- NHK FM、FM新潟、BSNの週間番組表が、毎週土曜日に掲載

なお、夕刊も基本的に朝刊の配列に準じて掲載していたが、2016年11月1日付の紙面刷新による紙面の見直しで中面に移すとともに、BSに特化した内容の番組表を収録する。これにより県内各放送局の番組欄は朝刊のみの収録となっていたが、2017年1月16日付から、新潟県内の地デジについて、発行日夕方から翌朝の番組表の収録を再開した。